# Piragua (galera)

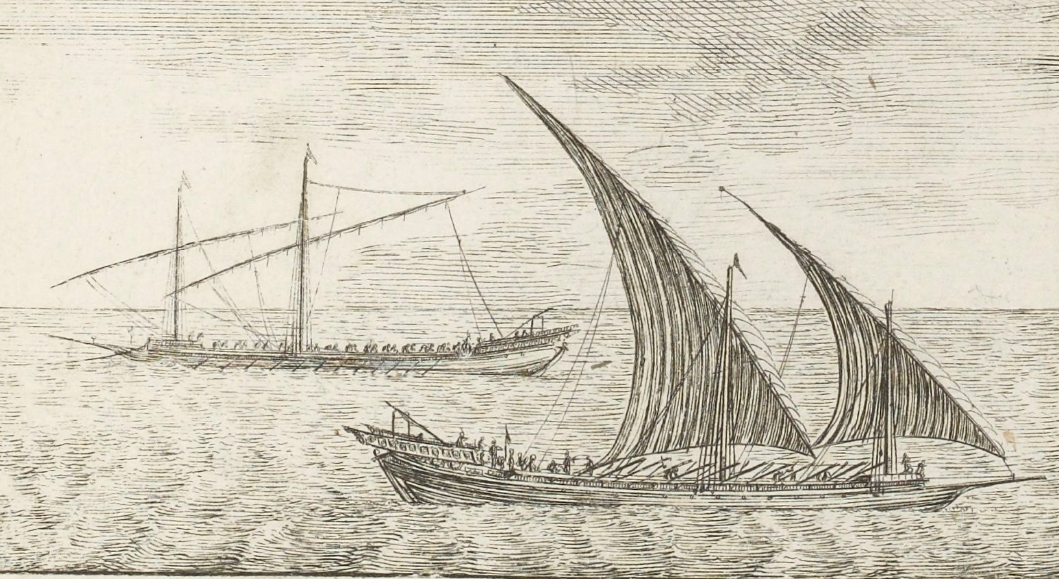
Media galera.

Se llamaba piragua a una clase de barco mediano de vela y remo utilizados en la América española en los siglos XVII y XVIII, especialmente por parte de los corsarios guardacostas que combatían la piratería y el contrabando, además de por los mismos piratas y contrabandistas de varias naciones. En el mundo angloparlante se las denominó periagua, periago o periager.

## Características
Las piraguas eran embarcaciones de tipo galera, de tamaño variable y quilla plana, movidas a remo y dotadas también de uno o dos mástiles para el velamen. El filibustero francés Alexandre Olivier Exquemelin les describe como barcos de hasta 120 hombres y dos palos, con 36-46 remos, de 30 pies de eslora por 16-18 de manga, 4-5 pies de calado, armadas de un cañón y cuatro pedreros. Los mástiles eran abatibles y se guardaban en vientos contrarios o para ayudar a pasar desapercibido.
En las fuentes anglosajonas se les identifica mayoritariamente en dos clases, uno más pequeño y otro más grande, el primero de los cuales distinguido como periager y el segundo como half-galley (media galera, otro nombre para la galeota), aunque en otras a este último se le apellida como large periager o de la misma manera que al primero. La periager típica cargaba 45-70 hombres, 30-40 remos, de dos a seis pedreros a proa y un solo palo, mientras que la half-galley llevaba 65-120 hombres, 50 remos, dos palos y un cañón y hasta cuatro pedreros.
Aunque no poseían el poder de buques de guerra o barcos de gran tamaño, eran idóneas contra mercantes y embarcaciones menores, además de circular por aguas poco profundas y aproximarse a presas en silencio. Una táctica favorita de los guardacostas era sacarlas a tierra con los mástiles abatidos y camuflarlas con vegetación en los manglares caribeños, para después salir en ataques nocturnos sigilosos o en veloces arremetidas diurnas.